# 東部馬脳炎

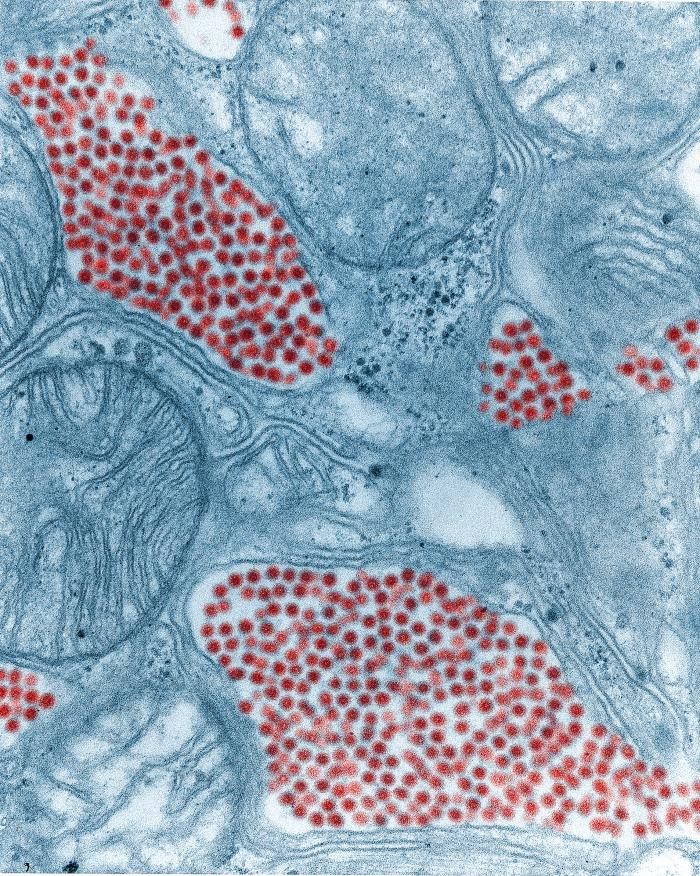
透過型電子顕微鏡によるEEEの画像（倍率83900、ウイルスを赤く色分けしている）

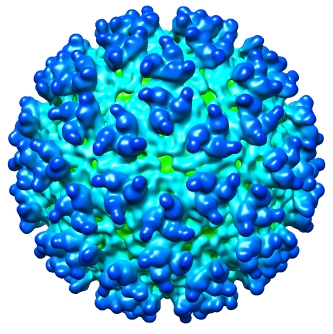
単粒子再構成法によるWEEのモデル（解像度12Å、）

東部馬脳炎（とうぶうまのうえん、英: Eastern Equine Encephalomyelitis (EEE)）とは、トガウイルス科アルファウイルス属に属する
東部ウマ脳炎ウイルスを病原体とする人獣共通感染症である。
近縁の西部ウマ脳炎ウイルス、ベネズエラウマ脳炎ウイルスも同様の感染症を起こすが、東部ウマ脳炎ウイルスが最も重篤な症状を示す。
日本では三ついずれも感染症法で四類感染症に、家畜伝染病予防法では日本脳炎とともに「流行性脳炎」の名で法定伝染病に指定されているが、2014年までに報告事例は無い。

## 概要
東部ウマ脳炎ウイルスは一本鎖(+)RNAウイルスであり、アメリカ北東部の湿地帯で蚊と小型鳥類の間を循環していて、この蚊を介してウマやヒトへの感染が成立する。ウイルス自体は両生類やは虫類からも見つかっているが、人への感染源は鳥の血を吸った蚊に限られている。
ウマでは5-14日の潜伏期を経て、発熱、食欲不振などが認められ、組織学的には非化膿性脳炎が認められる。
ヒトの場合、ほとんどは不顕性感染となる。潜伏期間は3～10日で高熱、悪寒、倦怠感、筋肉痛などの症状を生じるが、1～2週間で回復することが多い。しかし、脳炎を発症した場合は重篤化し、昏睡や死亡に至る。脳炎を起こした患者の致死率は50～75％に達し、特に幼児や高齢者で死亡率が高い。神経学的後遺症が残るなど予後も悪い。

### 2019年のアメリカでの流行
11月19日現在、8州で流行し、感染者が36人、うち死亡者が14人、致死率39％である。
（通常の感染者数は年平均7人であり、最近10年間では2012年の15人が最高だった。）。

### 西部馬脳炎(WEE)
西部ウマ脳炎ウイルスによる人獣共通感染症。
概要は東部馬脳炎に近いが、三つの中では最も症状が軽いとされる。潜伏期間は5～10日、年長者ほど回復は早く通常は5～10日で回復する。脳炎を発症した場合の致死率は8～15％。

### ベネズエラ馬脳炎(VEE)
ベネズエラウマ脳炎ウイルスによる人獣共通感染症。
EEEと異なり発病率が高く、ほぼ100％に達するが重篤化することは少ない。潜伏期間は1～6日で、発熱以外に頭痛、筋肉痛、硬直などを生じる。重篤化した場合の致死率は10～20％。
南アメリカ北部（ベネズエラやコロンビアなど）の湿地帯で蚊と齧歯類の間を循環している。本来の病原性は弱いが、変異によって強毒性の流行型ウイルスが生じると、ヒトやウマ相互で感染するため大流行を引き起こす。
1962年からの大流行では3万人が感染し190人が死亡した。1969年からの大流行ではウマの被害が大きく、メキシコとテキサスで1万頭の被害が出ている。1995年には10万人が感染し300人以上が死亡している。

### 生物兵器
ベネズエラウマ脳炎ウイルスは感染力が強く、噴霧されたウイルスを10～100個吸入しても感染する。また、発病率も高く変異により強毒化することなどから、1950～1960年代に生物兵器として研究が進められた。
アメリカでは
アメリカ合衆国生物兵器プログラム（英語: United States biological weapons program）で使われた病原体7種の一つだったが、1969年11月のニクソン大統領の指令により廃棄された。

## 参考資料
- 小沼操ほか編 『動物の感染症 第二版』 近代出版 2006年 ISBN 4874021239
- 厚生労働省 感染症情報
  - 22 東部ウマ脳炎
  - 16 西部ウマ脳炎
  - 31 ベネズエラウマ脳炎
- ベネズエラ馬脳炎・東部馬脳炎・西部馬脳炎について 横浜市衛生研究所